# SN 1952D
SN 1952D – supernowa odkryta 17 kwietnia 1952 roku w galaktyce A111730-0304. W momencie odkrycia miała maksymalną jasność 19,50m.